# Cult of Luna
Pour leur premier album, voir Cult of Luna (album).
Cult of Luna est un groupe suédois de sludge metal, originaire d'Umeå, dans la commune d'Umeå. Formé en 1998 autour de Klas Rydberg au chant et de Johannes Persson à la guitare, le groupe utilise divers éléments musicaux (du sludge au metal atmosphérique) suédois. Il est formé à la suite de la séparation du groupe Eclipse.
Leur style se rapproche des groupes comme Neurosis, Isis ou Breach, bien que Cult of Luna se démarque, adoptant un style nébuleux pouvant être apparenté à des groupes comme Envy ou même Explosions in the Sky.

## Biographie

### Débuts (1998–2007)
L’aventure Cult of Luna commence après le split d'Eclipse, groupe de hardcore n'ayant jamais vraiment fait parler de lui, même dans son pays natal, la Suède. C'est pourtant le premier groupe du chanteur Klas Rydberg et du guitariste Johannes Persson qui ensemble vont bâtir Cult of Luna en 1998. Le groupe sort rapidement une première démo en 1999. Leur style n’est pas encore défini est assez « brouillon » entre hardcore, passages plus calmes, etc.
En plus de se chercher un style, le groupe n’est pas stable et la formation change régulièrement. Jusqu'à ce qu'un fan, et accessoirement gérant de Trust No One Recordings ne leur fasse rencontrer Switchblade le temps d’un split-album. C’est quelque temps plus tard que le label britannique Rage of Achilles s’intéresse à eux. Leur premier disque sort l’année après leur split album avec Switchblade qui a marqué leur style qui devient plus lourd, plus doom

### Eternal Kingdom(2008–2011)
En 2008, le groupe publie son cinquième album, Eternal Kingdom le 16 juin en Europe, et le 8 juillet aux États-Unis.
En 2009, ils publient le DVD Fire Was Born qui comprend une performance scénique en 2008, une interview avec le groupe. Le 18 octobre 2009, le groupe publie Eviga riket, un livre audio qui reprend l'histoire et le thème de Eternal Kingdom. Ce « livre musical » raconte la suite de l'histoire de Mr. Holger Nilson personnage étrange qui avait été évoqué tout le long de leur album. Eviga riket est publié le 23 février 2010.

### VertikaletVertikal II(2012–2015)
Le 8 octobre 2012, le groupe annonce le titre de son sixième album studio, Vertikal, et une tournée européenne. L'album est confirmé pour le 25 janvier 2013 en Europe, et le 29 janvier 2013 en Amérique du Nord. Un autre EP, Vertikal II, est publié le 20 septembre 2013. Le 17 décembre 2013, le groupe annonce une courte pause dans ses activités.
En mai 2014, le groupe participe au festival Beyond the Redshift à Londres, organisé avec Cult of Luna pour terminer le festival au Forum.

### Mariner(depuis 2016)
Pendant les sessions d'enregistrement, et les tournées pour Vertikal, Cult of Luna effectue des changements de formation, rendus publiques à la fin de 2016. Pendant l'enregistrement de l'album en 2012, le claviériste Anders Teglund quitte « inopinément » le groupe, et est remplacé par Kristian Karlsson de Pg.Lost. Le guitariste Erik Olofsson annonce aux autres membres son départ après le festival Beyond the Redshift en 2014
Le 8 avril 2016, Cult of Luna publie son septième album intitulé Mariner — un album en collaboration avec Julie Christmas, ancien membre de Made Out of Babies et Battle of Mice. Avant la sortie officielle de Mariner, Cult of Luna avait déjà commencé à écrire un huitième album. À la fin de 2016, le groupe annonce la sortie en avril 2017 de Years in a Day, un coffret renfermant la captation vidéo d'un de leurs concerts parisiens et les versions audio de leurs prestations au Roadburn Festival en 2013 et 2016.

## Distinctions
- 2016 : l'album Mariner est classé meilleur album de l'année par la rédaction du site Metalorgie.com[7]

## Membres

### Membres actuels
- Magnus Líndberg – percussions, guitares additionnelles (depuis 1998)
- Johannes Persson – guitare, chant (depuis 1998)
- Andreas Johansson – basse (depuis 2002)
- Thomas Hedlund – batterie (depuis 2003)
- Fredrik Kihlberg – guitare, chant (depuis 2004)
- Kristian Karlsson – chant, claviers, samples (depuis 2013)

Cult of Luna au Hellfest 2019
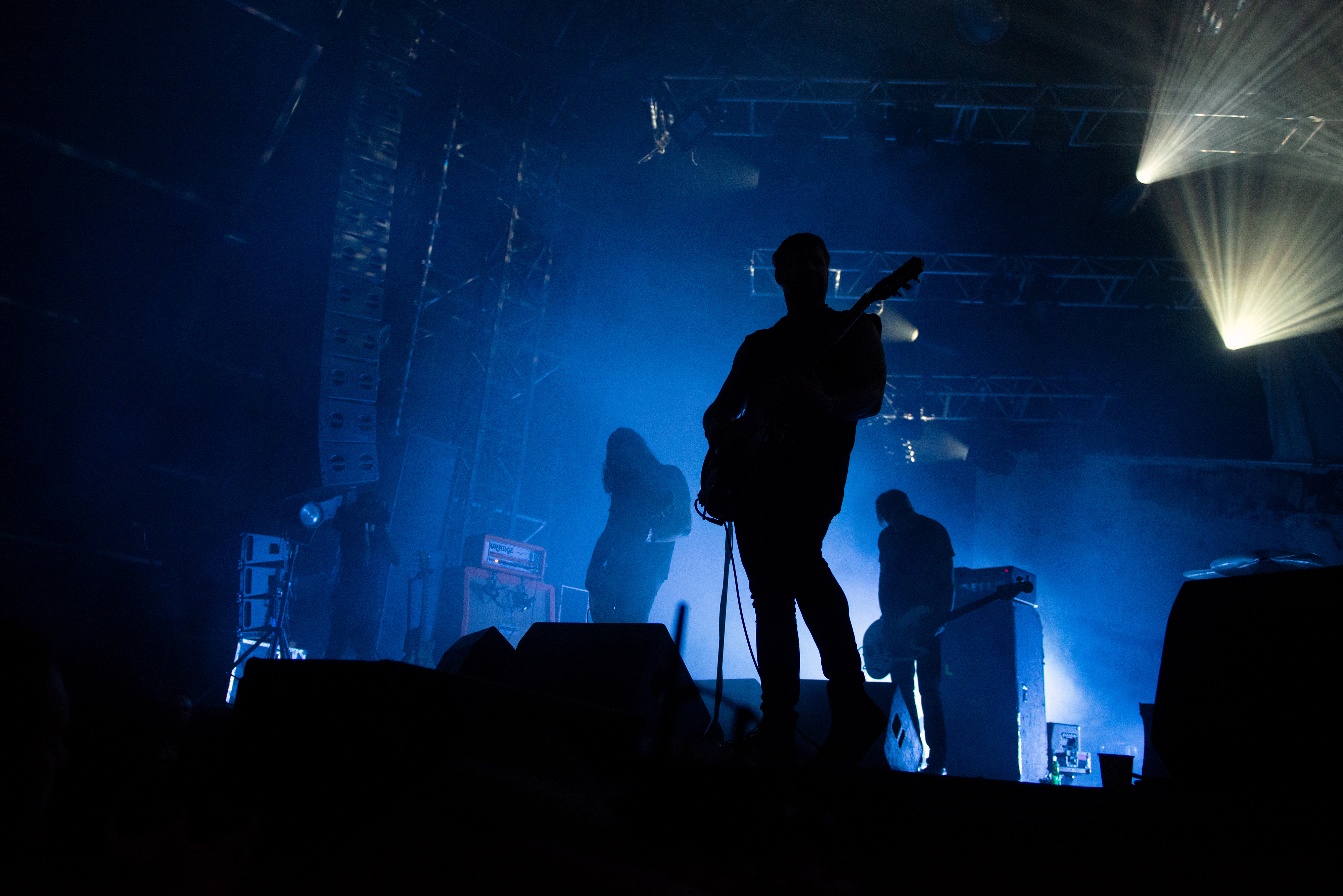
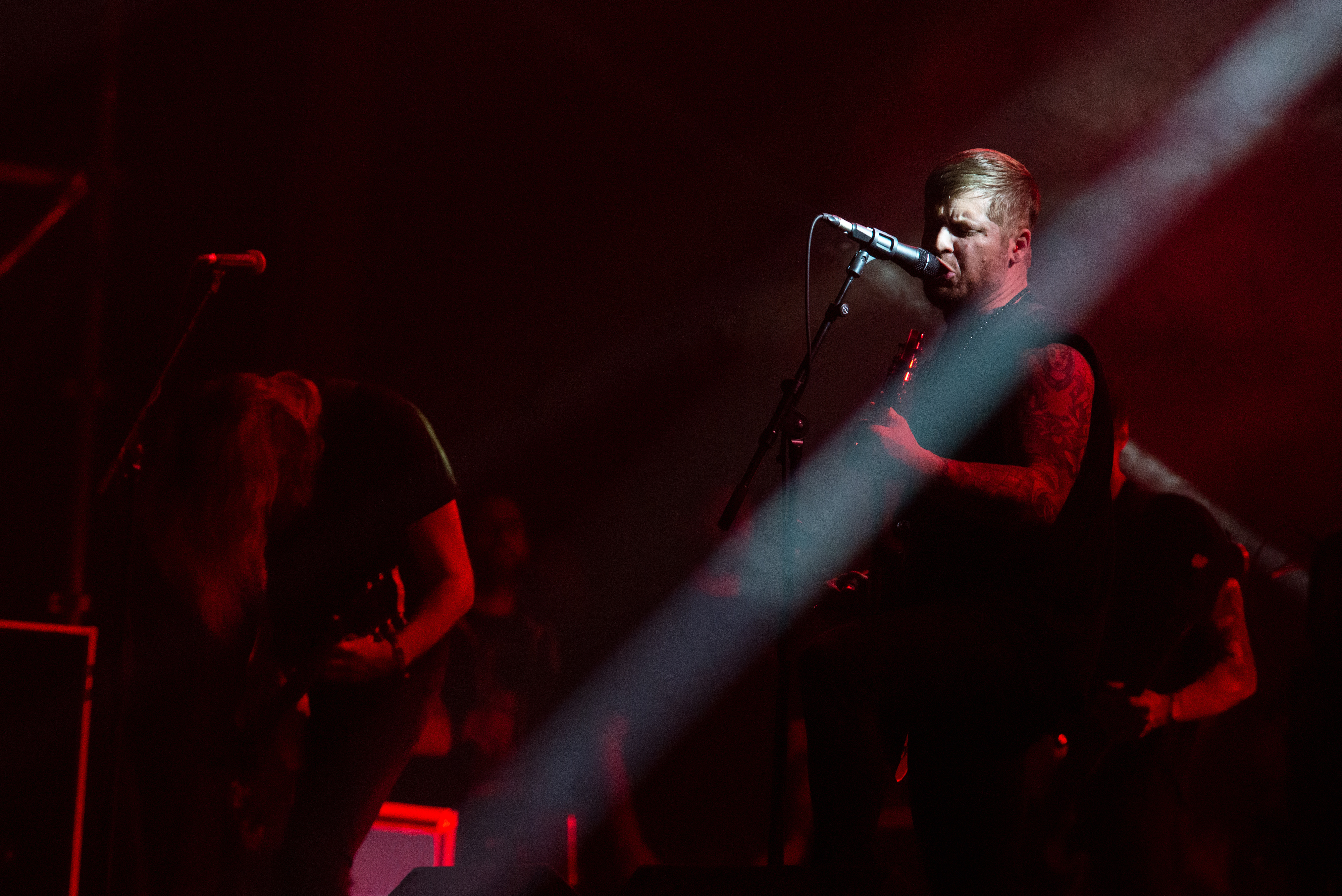
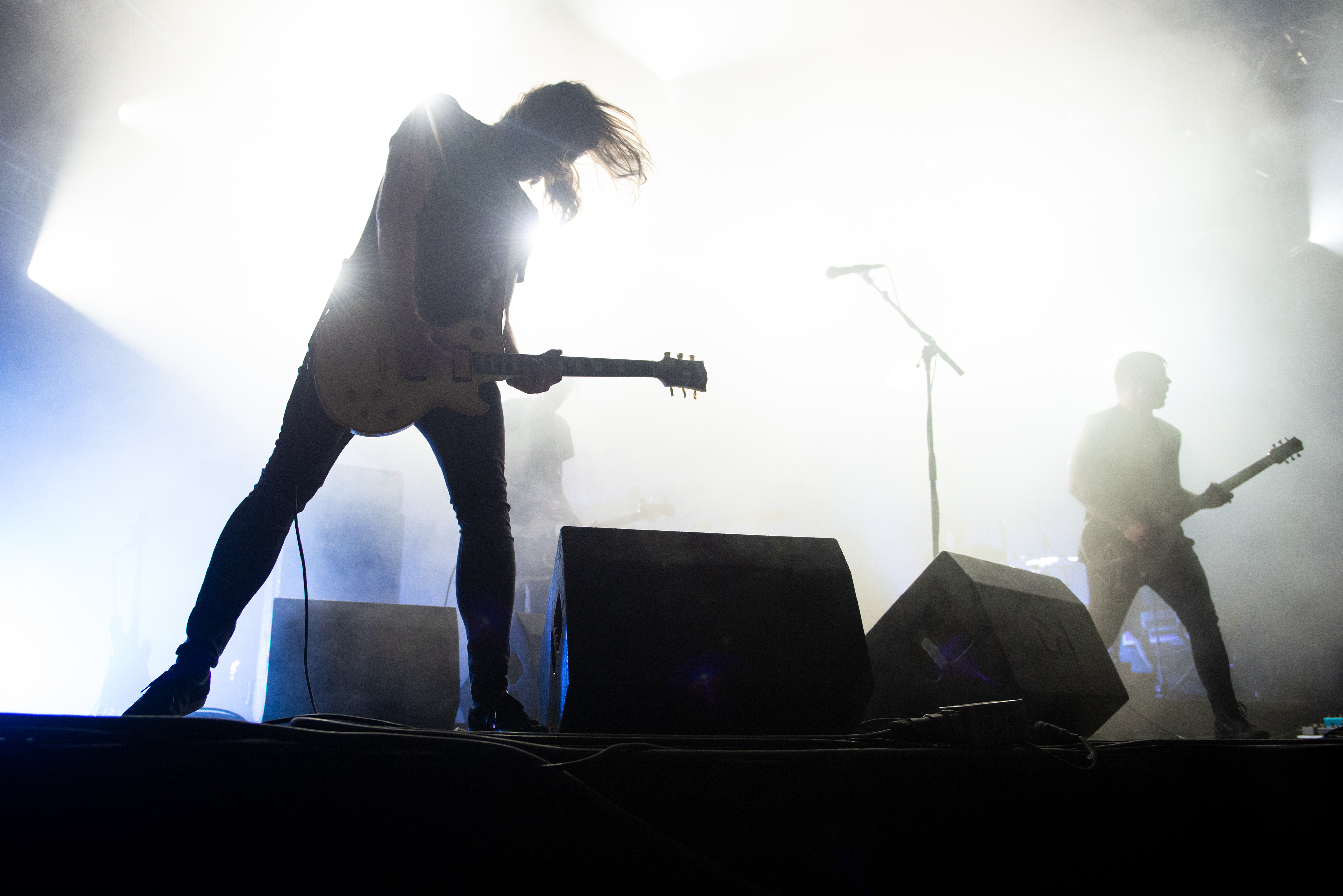
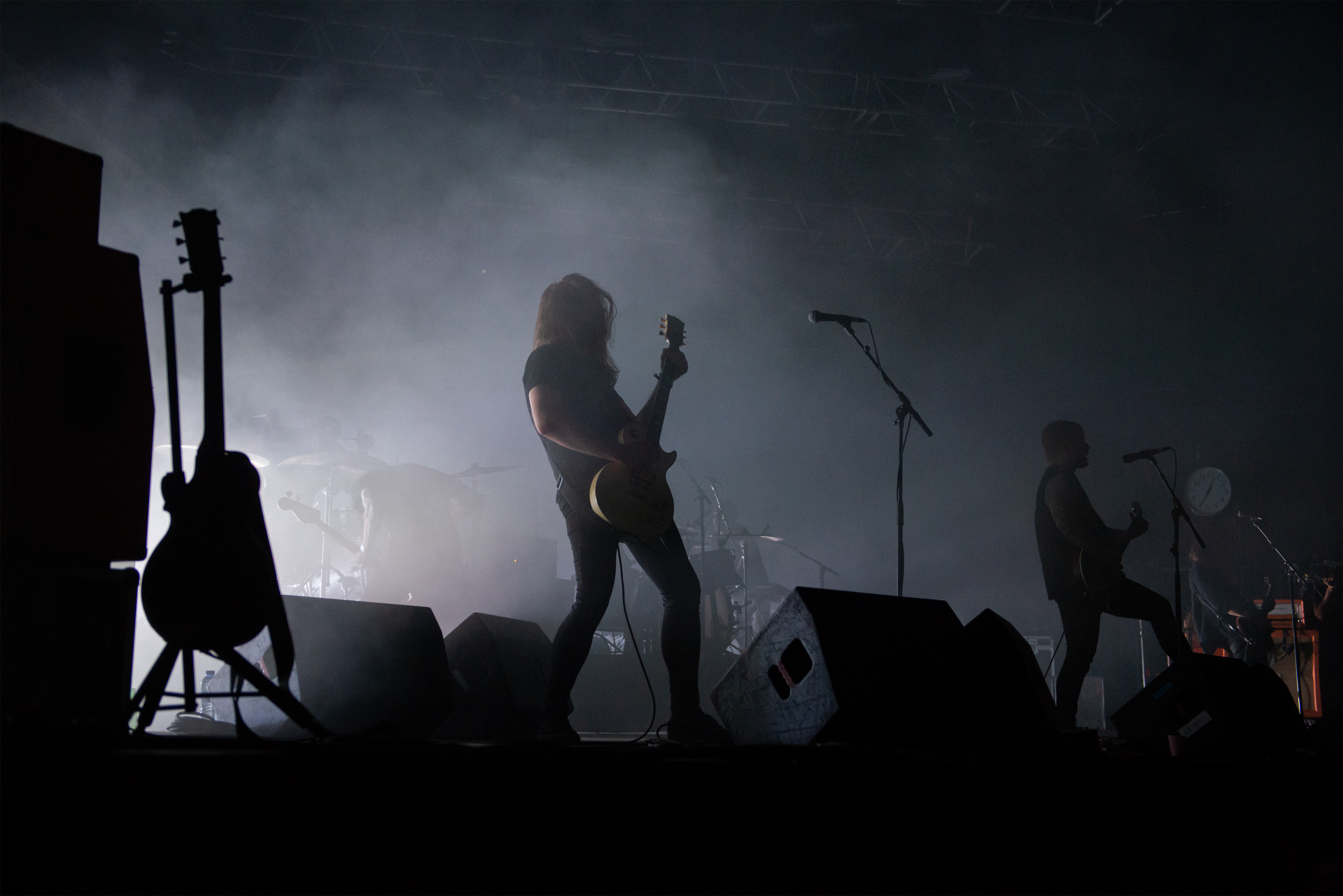

### Anciens membres
- Klas Rydberg – chant (1998–2012)
- Erik Olofsson – guitare (1998–2014)
- Fredrik Renström – basse (1999)
- Marco Hildén – batterie (1999–2002)
- Axel Stattin – basse (2000–2002)
- Anders Teglund – claviers, programmation, trompette (2003–2013)

### Membres de tournée
- Jonas Nordstrom – claviers, samples (2013)
- David Johansson – basse (2013)

## Discographie

### Albums studio
- 2001 : Cult of Luna
- 2003 : The Beyond
- 2004 : Salvation
- 2006 : Somewhere Along the Highway
- 2008 : Eternal Kingdom
- 2013 : Vertikal
- 2016 : Mariner (avec Julie Christmas)
- 2019 : A Dawn to Fear
- 2022 : The Long Road North

### EPs
- 2002 : Cult of Luna
- 2013 : Vertikal II
- 2021 : The Raging River

### Singles
- 1999 : Split with Switchblade
- 2001 : Cult of Luna
- 2006 : Bodies Recluse

### Albums live
- 2017 : Years in a Day
- 2018 : Mariner Live